# Gavín
Gavín (Gabín en aragonés) es una localidad española perteneciente al municipio de Biescas, en el Alto Gállego, provincia de Huesca, Aragón.
Desde el punto de vista de la Iglesia católica, Gavín forma parte de la diócesis de Jaca que, a su vez, es sufragánea de la archidiócesis de Pamplona.

## Geografía
Gavín se encuentra en la Tierra de Biescas. En los pasos entre el valle de Tena y  el valle de Broto por el Cotefablo.

## Historia
Durante la guerra civil española la localidad quedó prácticamente destruida por los bombardeos y los combates que tuvieron lugar en la misma, que formaba parte de la línea defensiva de la 43.ª División del Ejército Popular. El Ejército Popular bombardeó la localidad desde el Monasterio de San Pelay, ubicado en la ladera de en frente, destruyendo así parte de la antigua iglesia parroquial, cuyo ábside románico se encuentra actualmente en Sabiñánigo.
Gavín quedó prácticamente despoblado después de la guerra, al emigrar sus habitantes a localidades cercanas como Biescas. Poco después se reunieron sus habitantes solidariamente para reconstruir sus propias casas empezando primero por las cuadras y los pajares.

## Demografía
| Gráfica de evolución demográfica de Gavín entre 1842 y 1960 |
| |
| Población de derecho según los censos de población del INE Población de hecho según los censos de población del INEEntre el censo de 1970 y el anterior, este municipio desaparece porque se integra en el municipio Biescas |

## Patrimonio arquitectónico
- Monasterio de San Pelay, de estilo románico, del siglo XI. Abandonado en ese mismo siglo, sus ruinas fueron redescubiertas en 1997.
- Ermita de San Bartolomé, del siglo X, de estilo mozárabe, de tipo idéntico a las del cercano Serrablo. Posee una única nave, estando provista de un ábside en forma rectangular.
- La iglesia de Santa María de Gavín, de estilo muy similar al de la iglesia de San Pedro de Lárrede (estilo larredense), quedó destruida por los combates en la guerra civil española, siendo traslado su ábside en la inmediata posguerra a un parque municipal en Sabiñánigo, donde se exhibe en la actualidad.

## Fiestas y romerías
- 26 de junio: Se celebra una romería a la ermita de San Pelay.
- 24 de agosto: Se celebra una romería a la ermita de San Bartolomé.

## Galería

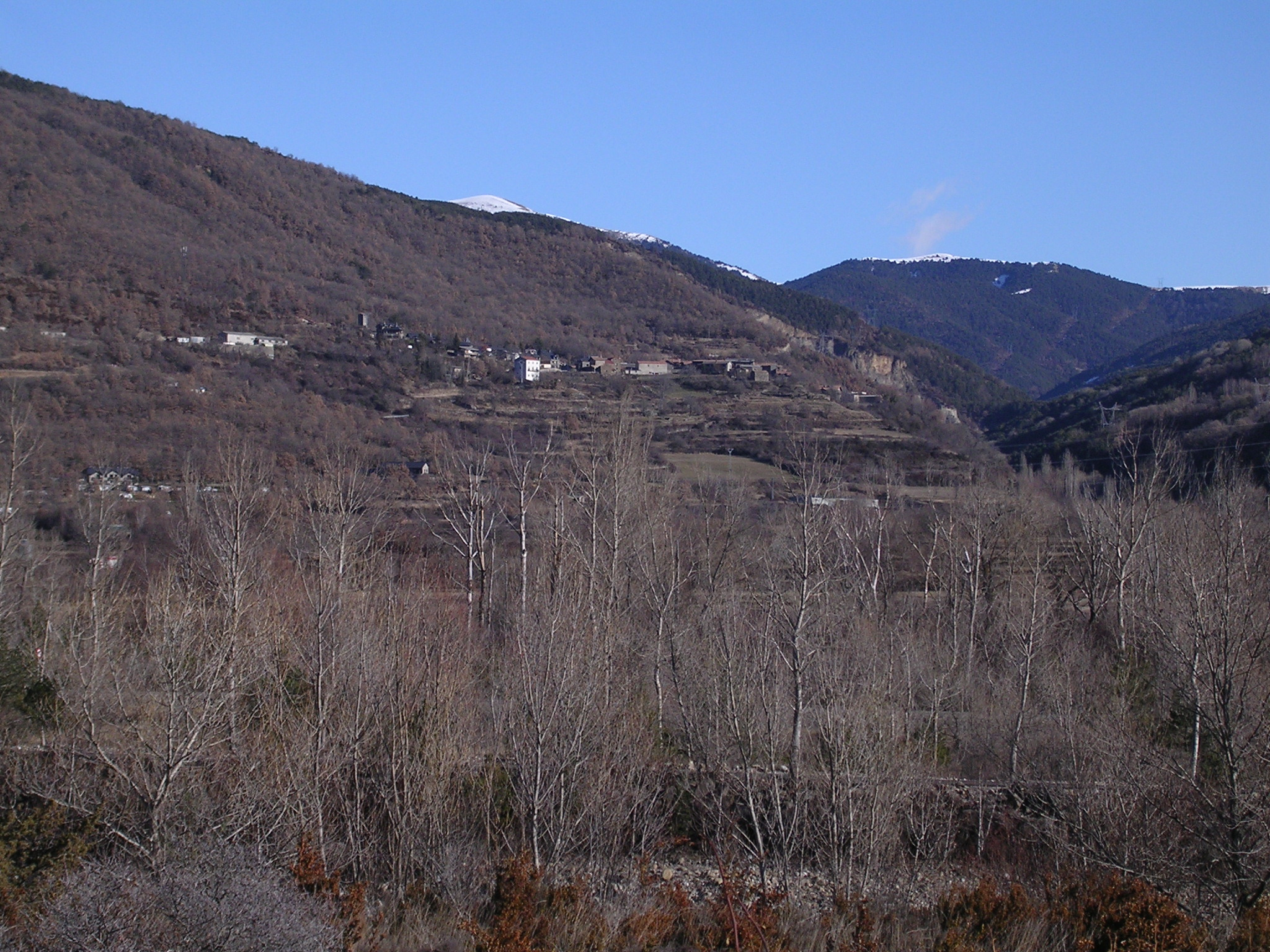
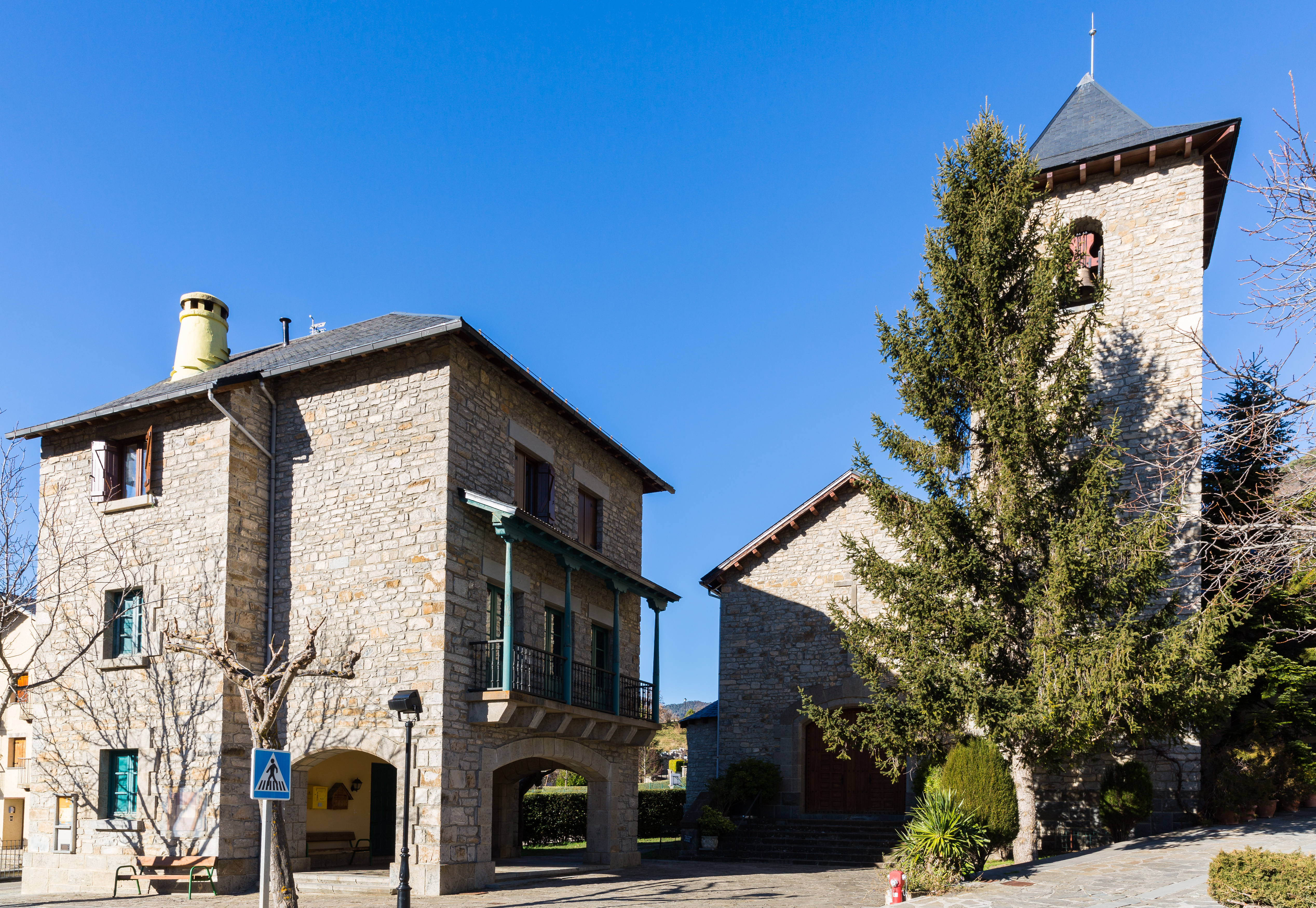
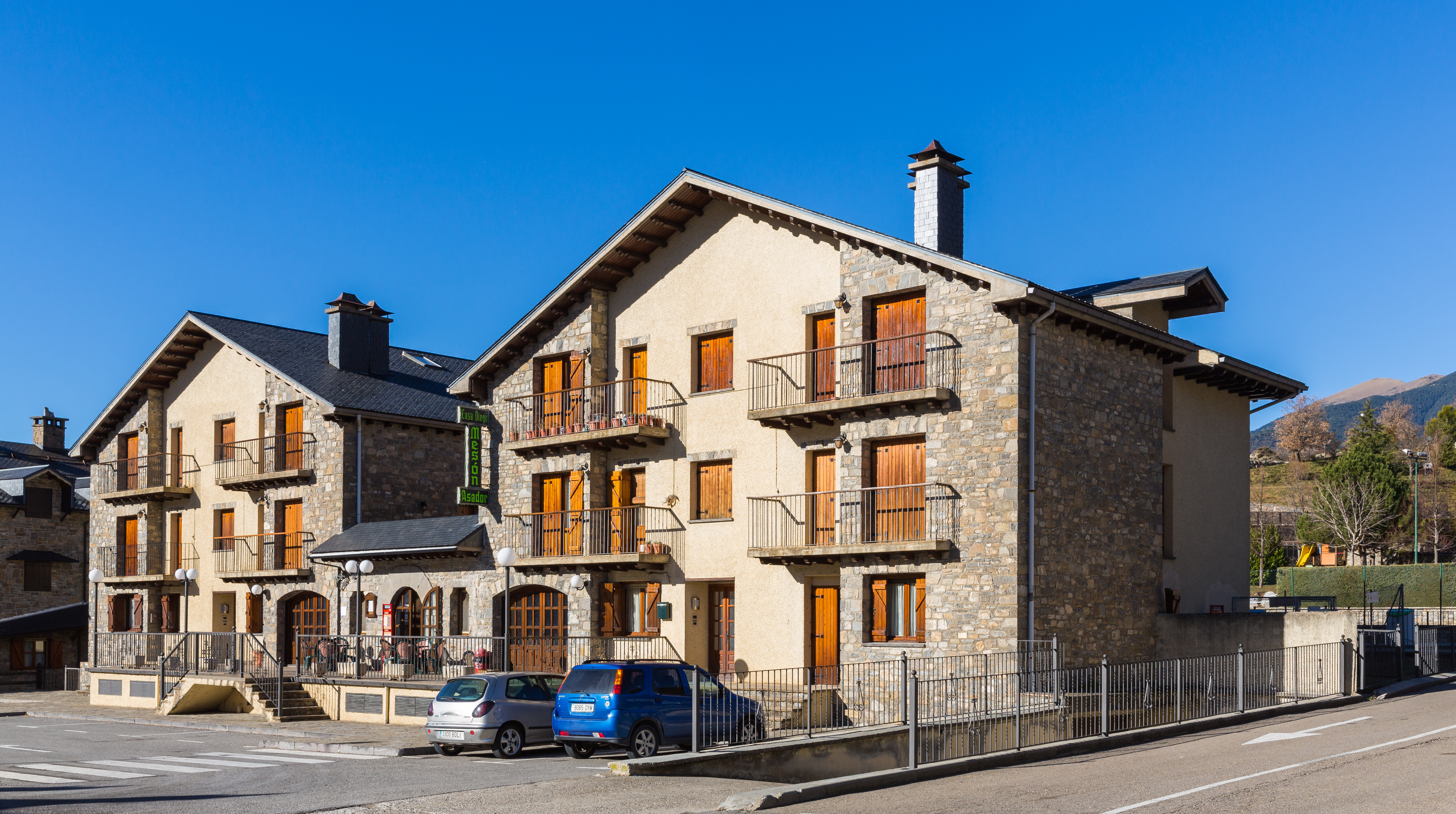
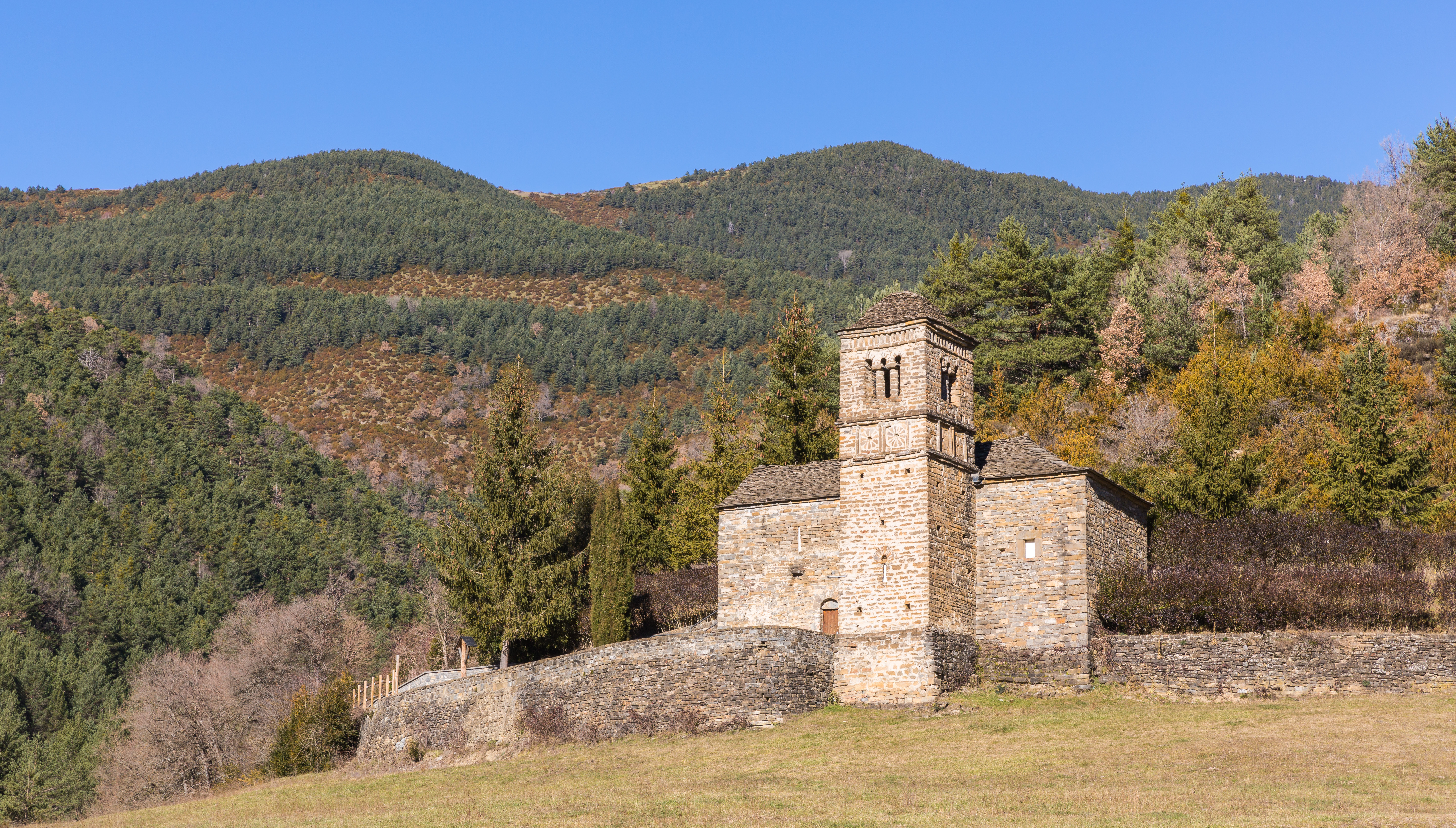
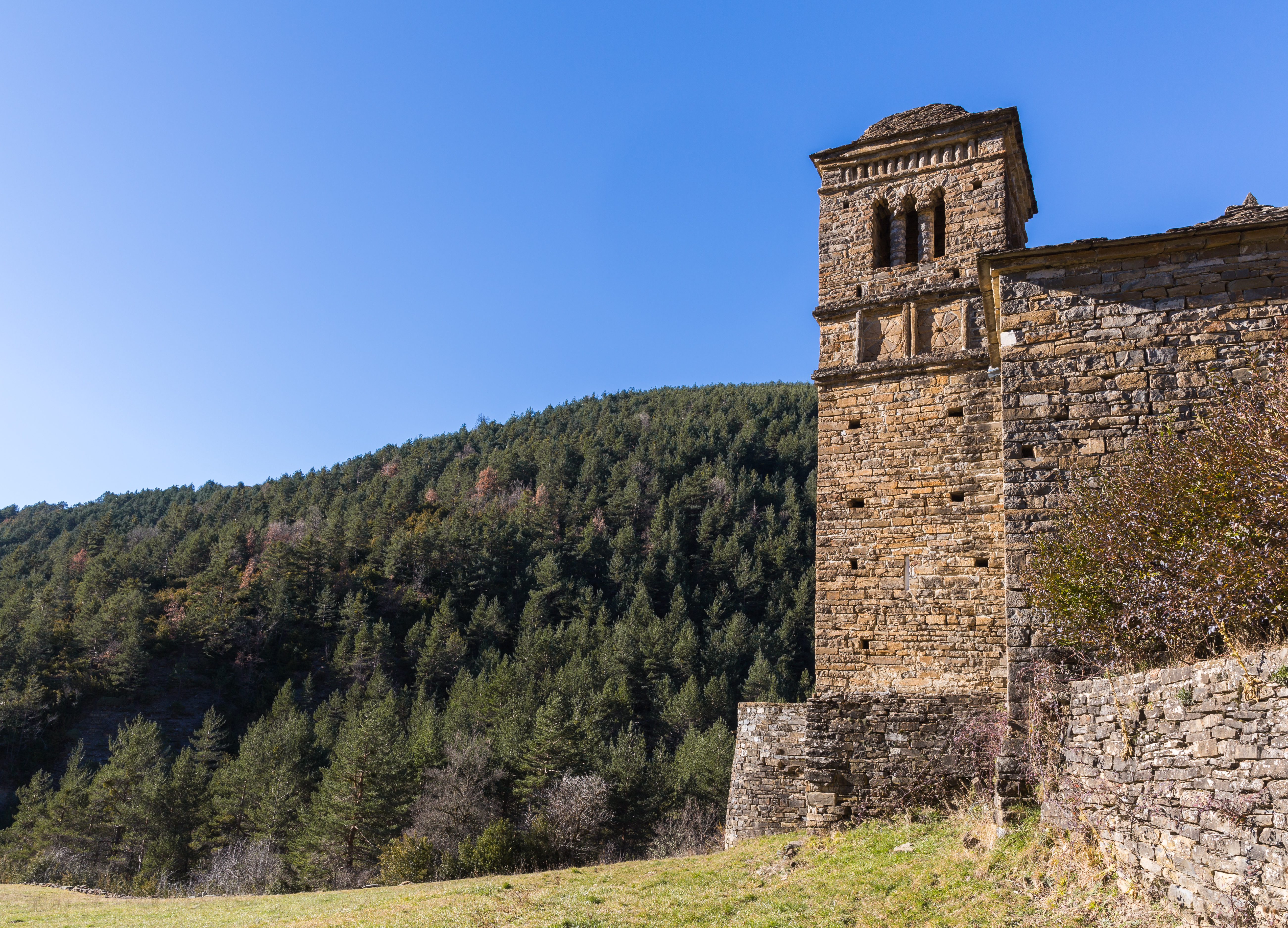